# Mouchamps
Mouchamps – miejscowość i gmina we Francji, w regionie Kraj Loary, w departamencie Wandea.
Według danych na rok 1990 gminę zamieszkiwało 2 398 osób, a gęstość zaludnienia wynosiła 44 osoby/km² (wśród 1504 gmin Kraju Loary Mouchamps plasuje się na 224. miejscu pod względem liczby ludności, natomiast pod względem powierzchni na miejscu 58.).